# Den brysomme mannen
Den brysomme mannen is een Noorse dystopische komedie-/dramafilm uit 2006, geregisseerd door Jens Lien naar een scenario van Per H. V. Schreiner. De film werd internationaal uitgebracht als The Bothersome Man, beide titels betekenen De vervelende man.

## Verhaal
Een man, Andreas, wordt wakker in een woestijn en vanuit daar in een auto naar een stad gebracht. Hij blijkt hier een huis en een kantoorbaan te hebben. Deze stad blijkt een akelig steriele wereld waar iedereen onnatuurlijk tevreden met zijn leven is, bovendien maakt de alcohol je hier niet dronken en groeien afgesneden vingers vanzelf terug. Als Andreas vragen begint te stellen wordt dat hem niet in dank afgenomen.

## Rolverdeling
| Acteur             | Personage  |
| ------------------ | ---------- |
| Trond Fausa Aurvåg | Andreas    |
| Petronella Barker  | Anne Britt |
| Per Schaanning     | Hugo       |
| Birgitte Larsen    | Ingeborg   |
| Johannes Joner     | Håvard     |
| Ellen Horn         | Trulsen    |
| Anders T. Andersen | Harald     |
| Sigve Bøe          | Liten Mann |
| Hanne Lindbæk      | Vigdis     |
| Ivar Lykke         | Collega 1  |

## Achtergrond
Het verhaal was oorspronkelijk geschreven voor de radio en werd twee jaar later pas verfilmd. Regisseur Jens Lien had het script van Per H. V. Schreiner gelezen en kon er niet van slapen. Lien en Schreiner hadden eerder al samengewerkt aan enkele korte films.
De scènes in de lege woestijn werden opgenomen in IJsland.

## Ontvangst
Den brysomme mannen werd door zowel Noorse als internationale recensenten algemeen positief beoordeeld. De film won onder meer drie Amanda's en enkele kleinere prijzen.